# یواس‌اس بوش (دی‌دی-۵۲۹)
یواس‌اس بوش (دی‌دی-۵۲۹) (به انگلیسی: USS Bush (DD-529)) یک کشتی بود که طول آن ۱۱۴٫۷ متر (۳۷۶ فوت) بود. این کشتی در سال ۱۹۴۲ ساخته شد.